# Stróbl J. Nándor
Stróbl J. Nándor (1896. (?) – Budapest, 1930. július 28.) rákosszentmihályi műteremtulajdonos, fotográfus.

## Élete
Stróbl Nándor és Weszelovszky Gizella fiaként született. Testvére, Strobl Frigyes, filmszínházi karmester volt. 1911-től az Országos Magyar Királyi Iparművészeti Iskola festészetnövendéke volt.

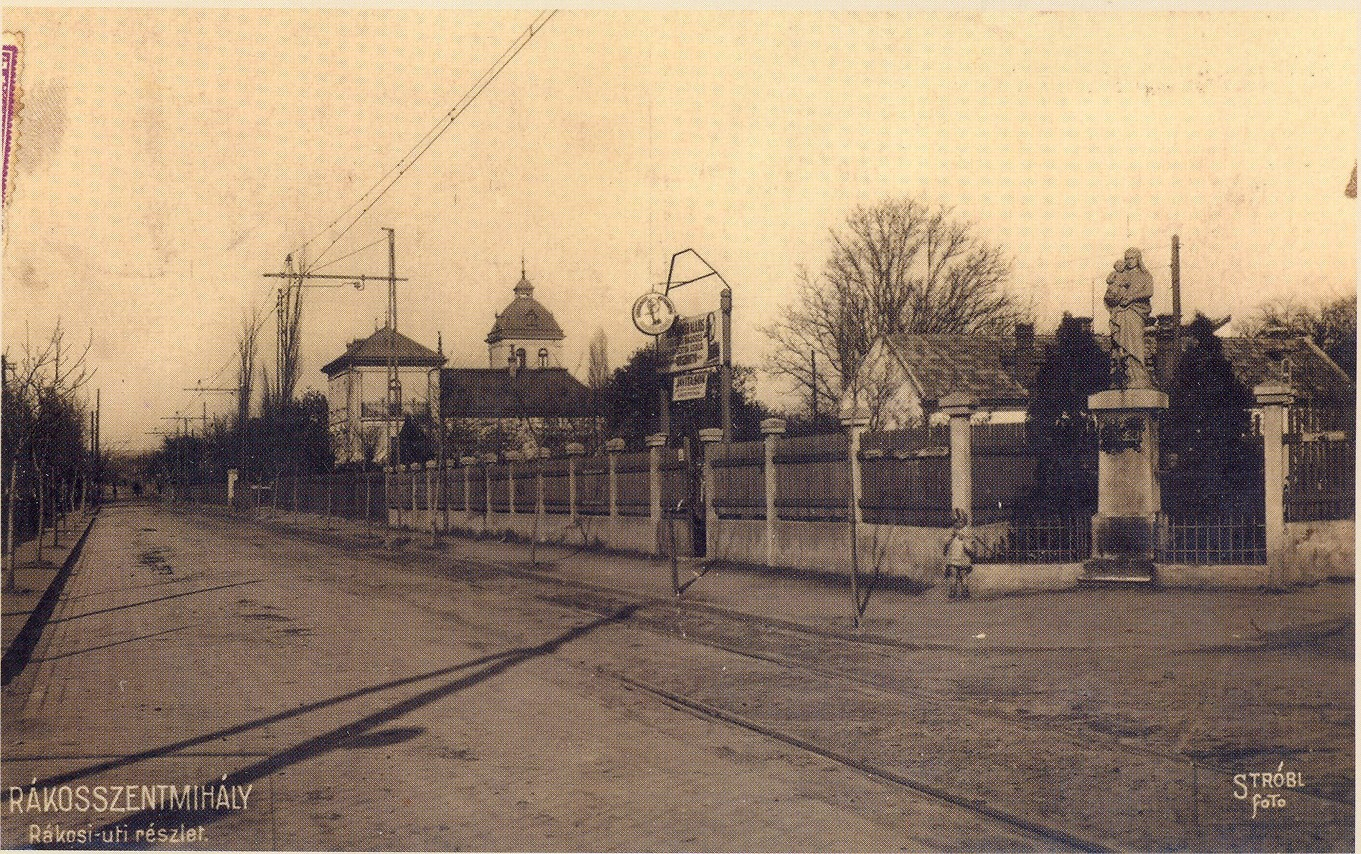
Egy utcaképe Rákosszentmihályról
Rákosi út – Mária utca sarok

1922–1930 között folyamatosan jelentek meg hirdetései a Rákos Vidéke hetilap oldalain. Rákosszentmihályon több műterme is volt. 1922-től a Kornél utca és Rákosi út sarkán (akkor Corvin utca 16. szám alatt). 1923-ban elvállalta a budapesti Strelisky-műterem vezetését, akinek tanítványa is volt, majd 1924-ben az akkor Budapest VII. kerületéhez tartozó Kerepesi út 46. szám alatt tevékenykedett. Második rákosszentmihályi műtermét 1926-ban a Regele János utcában e célra épült házban rendezte be, 1928. augusztus 1-én pedig az az évben elkészült új postaépület emeletén megnyílt fotóműtermét fényképnagyító és festőműteremmel bővítve.
Műtermi fotói, művészi és csoportképei – amiket többek között a Színházi Élet vagy berlini Ross-Verlag kiadó is közölt – mellett riportfotók hátoldalán is megtalálhatók pecsétjei. Kiállításokat, amatőröknek fotótanfolyamokat is rendezett. Műkedvelő volt, elsősorban Rákosszentmihályon többször szerepelt közcélú, főként katolikus mozgalmak tevékeny résztvevőjeként, színészi-rendezői képességeit is megmutatva. Tagja volt a Rákosszentmihályi Nagykaszinónak.
Tüdőgümőkórban hunyt el Budapesten, a Szent István kórházban, mindössze 34 évesen.